# Pollenia papua
Pollenia papua är en tvåvingeart som beskrevs av Kurashashi 1987. Pollenia papua ingår i släktet vindsflugor, och familjen spyflugor. Inga underarter finns listade i Catalogue of Life.